# Lake City, Colorado
Lake City är administrativ huvudort i Hinsdale County i Colorado. Enligt 2020 års folkräkning hade Lake City 432 invånare.